# Chiesa di Saint-Germain-l'Auxerrois
La chiesa di San Germano d'Auxerre (in francese: église Saint-Germain-l'Auxerrois) è un luogo di culto cattolico di Parigi, situato in Place du Louvre, nel I arrondissement, di fronte alla facciata est del palazzo del Louvre.
La chiesa divenne la parrocchia dei reali di Francia da quando la casata dei Valois si stabilì al Louvre: per questo vi si trovano sepolti molti artisti di corte quali Nöel-Nicolas Coypel, François Boucher, Jean-Baptiste van Loo, Jean-Baptiste-Siméon Chardin, Antoine Coysevox, Nicolas Coustou, Louis Le Vau, Jacques-Germain Soufflot, ecc. Vi fu sepolto anche Concini, ministro di Luigi XIII, ma a causa della sua impopolarità, il popolo ne violò la sepoltura dopo appena 24 ore e ne fece a pezzi e bruciò il corpo, vendendone poi le ceneri.
La chiesa si trova nei pressi delle stazioni della metropolitana di Parigi Louvre-Rivoli (linea ) e Pont Neuf (linea ).

## Storia
Una prima chiesa dedicata a san Germano vescovo di Auxerre esisteva già in epoca merovingia nel luogo in cui sorge l'edificio attuale; questa venne distrutta nel corso dell'assedio di Parigi dell'885-886 da parte dei Vichinghi e ricostruita tra il XIII e il XV secolo. Nei secoli successivi, la chiesa fu oggetto di vari interventi di restauro; importante fu quello della metà del XVIII secolo, quando fu distrutto lo jubé cinquecentesco (progettato da Pierre Lescot e scolpito da Jean Goujon) e venne realizzato il nuovo assetto barocco del coro e del presbiterio su progetto di Claude Bacarit.
La chiesa fu teatro di importanti eventi storici, in quanto si ritiene che fu una delle campane della chiesa suonata a martello per errore a scatenare il massacro della notte di San Bartolomeo (23-24 agosto 1572); inoltre fu il luogo in cui si sposarono Molière e Armande Béjart il 20 febbraio 1662 e in cui il futuro Luigi XVII di Francia ricevette la Prima Comunione all'inizio della Rivoluzione francese, dopo il rientro forzato al palazzo delle Tuileries della famiglia reale (4 giugno 1789).
Durante la Rivoluzione francese, la chiesa venne depredata e divenne dapprima magazzino di foraggi, stazione di polizia e fabbrica di salnitro; poi tempio della teofilantropia per tornare luogo di culto cattolico nel 1802. Tuttavia, durante il Primo Impero francese, la chiesa avrebbe dovuto essere demolita per realizzare un colonnato di fronte al palazzo del Louvre, progetto iniziato da Jean-Baptiste Colbert sotto Luigi XIV e mai portato a termine. In occasione dell'undicesimo anniversario dell'assassinio di Carlo di Borbone-Francia, duca di Berry, il 14 febbraio 1831 la chiesa venne notevolmente danneggiata da numerosi rivoltosi antimonarchici e dovette restare chiusa per alcuni anni fino ai lavori di restauro condotti da Jean-Baptiste-Antoine Lassus e Eugène Viollet-le-Duc, terminati nel 1840.
Durante il Secondo Impero francese, il Barone Haussmann, autore della trasformazione urbanistica di Parigi che da lui prende nome, si oppose alla demolizione dell'edificio in quanto legato alle vicende della notte di San Bartolomeo e si limitò a far demolire le abitazioni fatiscenti nei pressi della chiesa. All'architetto Jacques Hittorff venne dato l'incarico di costruire alla sinistra di quest'ultima la sede del I arrondissement, con facciata quasi gemella a quella della chiesa; i due edifici vennero raccordati da un portico con al centro una torre campanaria in stile neogotico progettata da Théodore Ballu. Dal 1862 la chiesa è monumento storico di Francia.
Nel 1993 la chiesa è stata occupata da un gruppo di cattolici tradizionalisti che poi ha dovuto abbandonare l'edificio su ordine dell'arcivescovo di Parigi cardinale Jean-Marie Lustiger; dal 2007 nella chiesa si celebra sia secondo l'edizione 1962 sia secondo l'edizione più recente del Messale romano.
Dal 1º settembre 2019 ospita le celebrazioni quotidiane del capitolo della cattedrale di Notre-Dame in seguito alla chiusura di quest'ultima per l'incendio del 15 aprile precedente.

## Descrizione
La chiesa è un notevole edificio gotico la cui costruzione iniziò nel XIII secolo e si protrasse fino al XV secolo, quando venne restaurata in stile gotico fiammeggiante.

### Misure e dimensioni
| Parametro                                 | Misura  |
| ----------------------------------------- | ------- |
| Lunghezza                                 | 80 m    |
| Larghezza                                 | 41 m    |
| Altezza della volta della navata centrale | 19,50 m |
| Altezza della volta delle navate laterali | 8,25 m  |

### Esterno

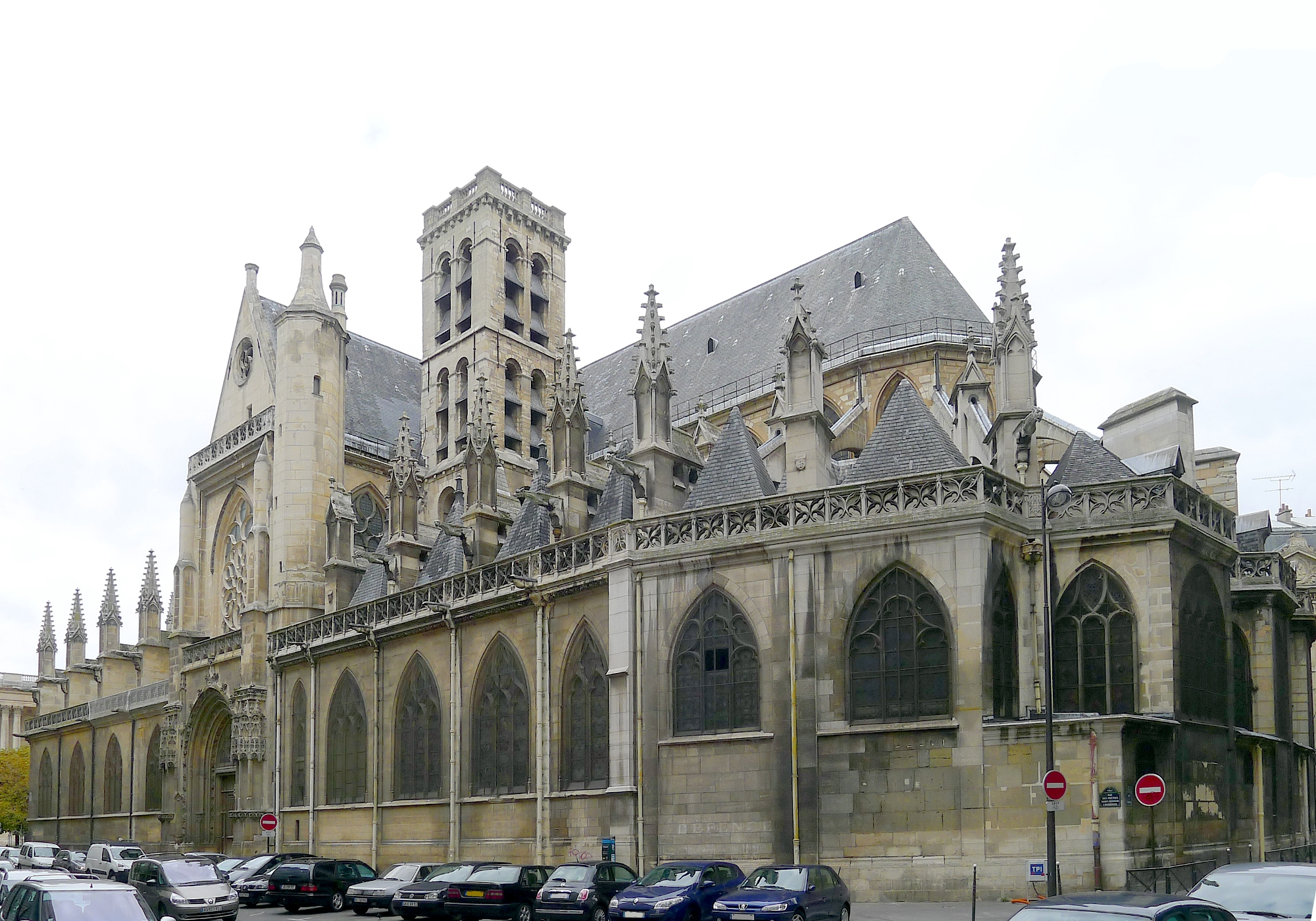
Il fianco destro e l'abside

La facciata cuspidata venne rielaborata fra il 1435 e il 1439 quando vi furono aggiunti il rosone e il portico gotico-fiammeggiante a cinque arcate su pilastri, quest'ultimo opera di Jean Gaussel. Sotto il portico si aprono tre portali del XIII secolo; quello centrale è il più pregevole, decorato con le statue delle Vergini savie e Vergini stolte e quelle degli Apostoli. Il lato destro è caratterizzato dalla presenza di una serie di doccioni e dalla facciata in stile gotico fiammeggiante del transetto sud. Accanto al transetto si erge il piccolo campanile del XIII secolo a pianta quadrangolare, i rintocchi della cui campana diedero erroneamente il segnale per l'inizio della strage della Notte di San Bartolomeo. Notevole la parte absidale con duplici archi rampanti.
Alla sinistra della chiesa, si trova la sede del I arrondissement, progettata da Jacques Ignace Hittorff; essa è caratterizzata dalla facciata, gemella di quella della chiesa, con portico sormontato da un rosone. Tra i due edifici si eleva un campanile in stile neogotico, progettato da Théodore Ballu e realizzato tra il 1858 e il 1863, la cui cella campanaria è a pianta ottagonale.

### Interno

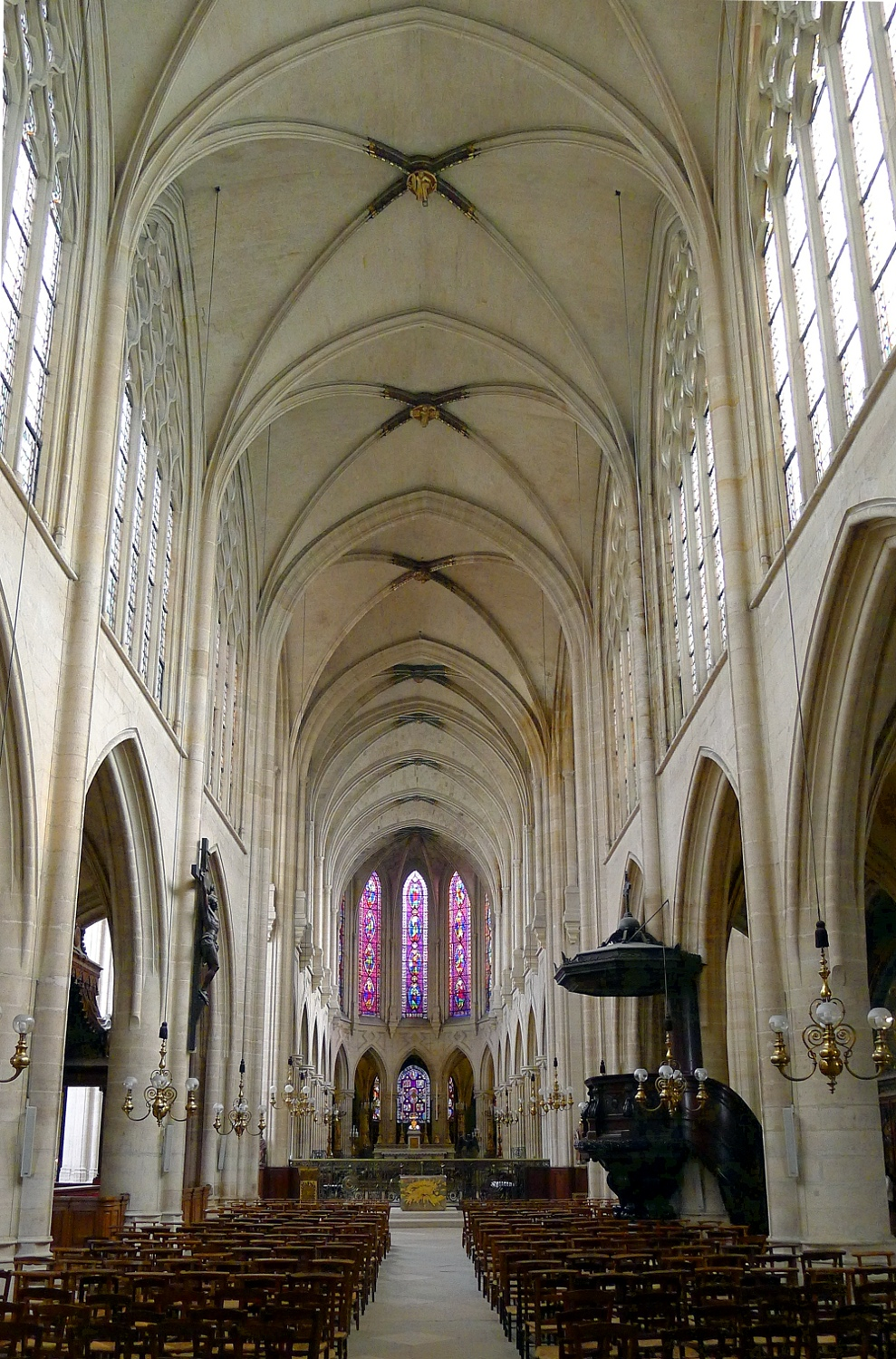
Interno

L'interno della chiesa è a croce latina, con aula divisa in cinque navate da polistili sui quali poggiano le volte a crociera. La navata centrale è priva di triforio e il suo cleristorio è costituito da grandi quadrifore con vetri semplici; oltre il transetto, al quale la navata si raccorda tramite la crociera, essa costituisce il coro terminante con l'abside poligonale intorno alla quale vi è un doppio deambulatorio; in quest'area le finestre sono bifore e, al posto dei pilastri a fascio, vi sono colonne neoclassiche scanalate. L'antico altare maggiore, in stile neoclassico, è situato nell'abside; il presbiterio attualmente in suo, invece, è collocato nella crociera ed è costituito da arredi moderni; quest'ultimo ospita, dall'ottobre 2019, la statua trecentesca di Nostra Signora di Parigi, già presso l'altare maggiore della cattedrale di Notre-Dame.
Nella chiesa si conservano notevoli opere d'arte: mobilio intagliato (tribuna reale e pulpito) nel 1684, opera di François Mercier; cancellata settecentesca del coro; ancona cinquecentesca lignea scolpita e dorata con la Vita della Vergine e dossale ligneo fiammingo scolpito nel XV secolo con Scene della Vita di Cristo. Nella grande cappella trecentesca (aperta nel lato destro) vi è custodita la pregevole statua lignea policroma di San Germano d'Auxerre, del XIII secolo. Alcune vetrate policrome risalgono ai secoli XV e XVI.

### Organi a canne

#### Organo maggiore

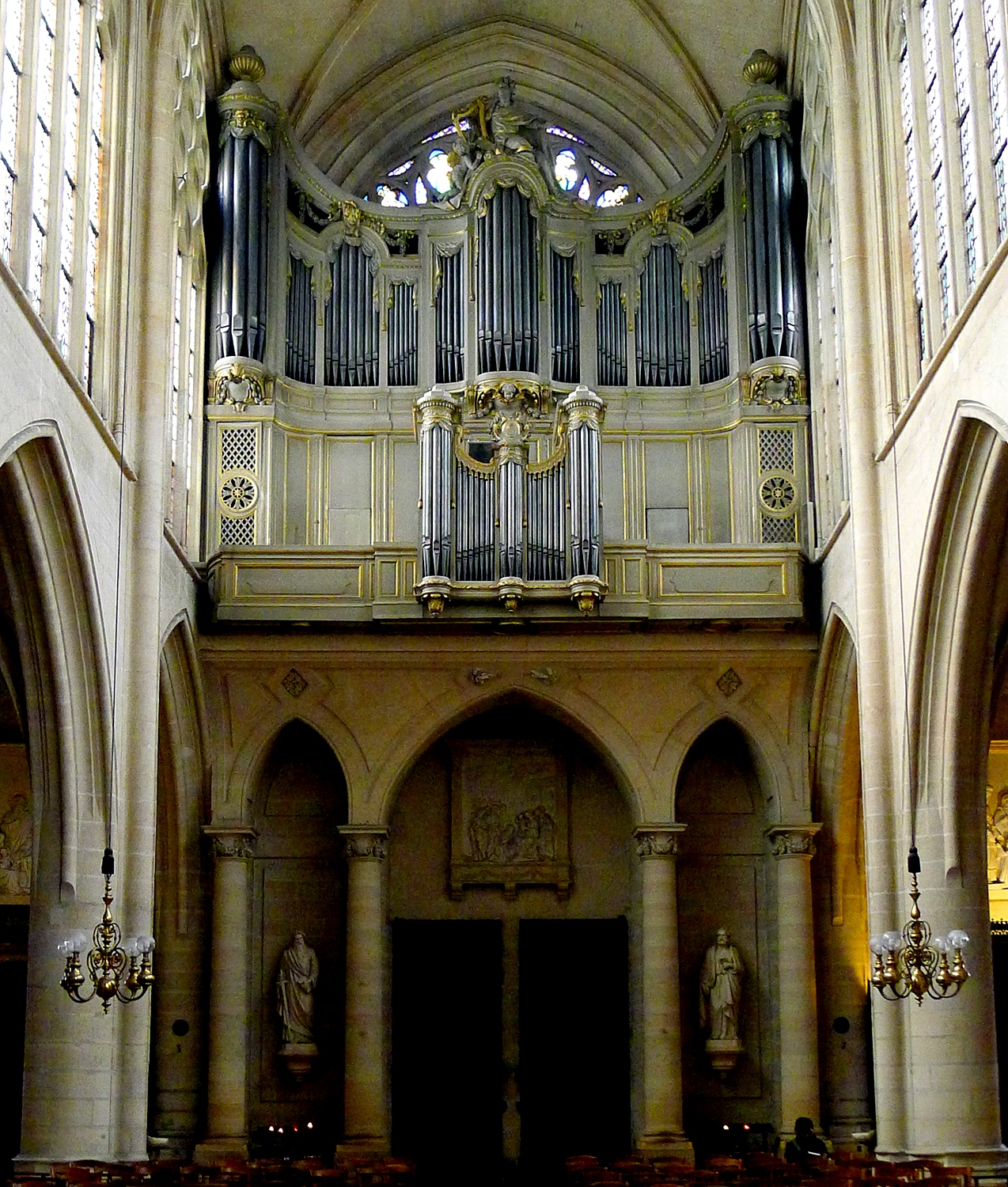
L'organo maggiore

L'organo maggiore della chiesa è stato costruito nel 1771 da François-Henri Clicquot per la cappella del palazzo reale del re di Francia. Fu collocato sulla cantoria in controfacciata della chiesa di San Germano d'Auxerre ove si trova tuttora nel 1791; sopravvissuto alla Rivoluzione francese, è stato restaurato nel 1864 da Joseph Merklin e, fra il 1970 e il 1980, ampliato da Adrien Maciet.
Lo strumento è a trasmissione meccanica con leva Barker e dispone di 32 registri. La sua consolle è a finestra ed ha 3 tastiere di 54 tasti le prime due (Grand-orgue e Positif) e di 42 la terza (Récit expressif) ed una pedaliera di 27; i registri sono attivati da pomelli ad estrazione posti ai lati dei manuali. Il materiale fonico è racchiuso all'interno della cassa lignea barocca, con positivo tergale.

#### Organo del coro
Sul lato sinistro del coro, si trova un organo a canne costruito da Abbey nel 1838 per l'accompagnamento dei canti durante le liturgie e restaurato da Merklin (1900), Hermann (1961) e Dargassies (1995).
Lo strumento è racchiuso all'interno di una cassa lignea in stile neogotico ed è a trasmissione mista, meccanica per i manuali ed elettrica per il pedale. La consolle dispone di due tastiere di 54 note ciascuna e pedaliera di 27.